# Сасолбург – Йоганнесбург – Спрінгс
Сасолбург — Йоганнесбург — Спрінгс — газопровід у Південно-Африканській республіці, первісно створений для постачання споживачам штучного палива, виробленого вуглехімічним підприємством Сасолбург.
У 1950-х роках на південь від Йоганнесбурга компанія Sasol ввела в експлуатацію свій перший комплекс з переробки вугілля. В наступному десятилітті номенклатуру його продукції вирішили доповнити штучним газоподібним паливом — «багатим на водень газом» (hydrogen rich gas) з теплотою згорання 19 МДж/м3 (проти 33 МДж/м3 у природного газу). Першим клієнтом став у 1966 році металургійний завод у промисловій зоні Vanderbiilpark безпосередньо північніше Сасолбургу, а через певний час проклали газопровід до розташованого трохи менш ніж за сотню кілометрів Йоганнесбурга, де споживачами, зокрема, стали підприємства з виробництва скла, кераміки та цегли. Звідси починались відгалуження на захід до індустріального району Krugersdorp, а також на північний схід та схід до Olifantsfontein і Спрінгс. В останній район газопровід дотягнули в 1977-му, а вже за чотири роки сюди ж з південно-східного напрямку проклали трубопровід Секунда — Спрінгс, котрий постачав штучний газ з вуглехімічного комплексу Секунда.
На початку 2000-х розпочали реалізацію проекту з поставок мозамбіцького природного газу до тільки що зазначеної Секунди (газопровід Темане – Секунда). Враховуючи вичерпання родовища вугілля, що живило комплекс Сасолбург, останній перевели на природний газ, котрий подали через вже існуючу мережу в реверсному напрямку. В той же час, переведення споживачів у районі Йоганнесбурга на нове, значно калорійніше паливо потребувало як проведення додаткових робіт у газовій мережі, так і заміни пальників самими споживачами. Тому в 2004 році, коли у Сасолбург по реверсу почав надходити природний газ, став до роботи новий газопровід Сасолбург — Ланглаагте (Langlaagte, на західній околиці Йоганнесбурга) довжиною 86 км та діаметром 200 мм. Він розрахований на роботу під тиском 50 бар та подає ресурс для газопостачальної компанії Egoli Gas. Остання має понад тисячу кілометрів розподільчих ліній та резервуари для зберігання газу під тиском в районі Ланглаагте.